# Thaba Chweu
Thaba Chweu es un municipio local sudafricano situado en el distrito de Ehlanzeni, en la provincia de Mpumalanga.

## Superficie
Thaba Chweu tiene una superficie de 5711 km².

## Demografía
En 2022, tenía 109 223 habitantes, una densidad poblacional de 19,13 hab./km², y 43 295 viviendas.